# 米尔维耶勒-莱贝济耶
米尔维耶勒-莱贝济耶（法語：Murviel-lès-Béziers，法語發音：[myʁvjɛl lɛ bezje]，意为“贝济耶附近的米尔维耶勒”）是法国埃罗省的一个市镇，属于贝济耶区。该市镇总面积32.36平方公里，2009年时的人口为2796人。

## 人口
米尔维耶勒-莱贝济耶人口变化图示：